# Pobrđe, Raška
Pobrđe (izvirno srbsko Побрђе) je naselje v Srbiji, ki upravno spada pod Občino Raška; slednja pa je del Raškega upravnega okraja.

## Demografija
V naselju živi 788 polnoletnih prebivalcev, pri čemer je njihova povprečna starost 40,1 let (40,3 pri moških in 40,0 pri ženskah). Naselje ima 329 gospodinjstev, pri čemer je povprečno število članov na gospodinjstvo 2,95.
To naselje je, glede na rezultate popisa iz leta 2002, večinoma srbsko.
|  |

| Demografija | Demografija     | Demografija     |
| Leto        | Št. prebivalcev | Št. prebivalcev |
| ----------- | --------------- | --------------- |
|             |                 |                 |
|             |                 |                 |
|             |                 |                 |
|             |                 |                 |
| 1948        | 628             |                 |
| 1953        | 584             |                 |
| 1961        | 832             |                 |
| 1971        | 716             |                 |
| 1981        | 696             |                 |
| 1991        | 983             | 981             |
| 2002        | 980             | 972             |
|             |                 |                 |

| Etnična sestava po popisu iz leta 2002 | Etnična sestava po popisu iz leta 2002 | Etnična sestava po popisu iz leta 2002 | Etnična sestava po popisu iz leta 2002 | Etnična sestava po popisu iz leta 2002 |
| -------------------------------------- | -------------------------------------- | -------------------------------------- | -------------------------------------- | -------------------------------------- |
| Srbi                                   | Srbi                                   |                                        | 958                                    | 98,55%                                 |
| Jugoslovani                            | Jugoslovani                            |                                        | 7                                      | 0,72%                                  |
| Bolgari                                | Bolgari                                |                                        | 3                                      | 0,30%                                  |
| Črnogorci                              | Črnogorci                              |                                        | 2                                      | 0,20%                                  |
| Neznano                                | Neznano                                |                                        | 2                                      | 0,20%                                  |